# 52-й Нью-Йоркский пехотный полк
52-й Нью-Йоркский пехотный полк (52nd New York Volunteer Infantry Regiment, так же German Rangers или Sigel Rifles) — представлял собой один из пехотных полков армии Союза во время Гражданской войны в США. Полк прошёл все сражения Гражданской войны на востоке от сражения при Севен-Пайнс до сражения при Аппоматтоксе. Полк участвовал в атаке на Санкен-Роуд при Энтитеме, в бою за Уитфилд при Геттисберге и в штурме «Кровавого угла» при Спотсильвейни. Полк был набран полностью из немцев и всю войну прошёл в составе 3-й бригады 1-й дивизии II корпуса.

## Формирование
27 июля 1861 года Военный Департамент уполномочил полковника Эмиля фон Шенинга набрать полк German Rangers, но он набрал только 6 рот. 11 октября 1861 года эти роты были слиты с полком Пауля Франка (Sigel Rifles), который успел набрать 4 роты. Роты A, B, C, D, E, F и G были частью полка Шенинга, а роты H, I и K — из полка Франка. Все роты были набраны в Нью-Йорке и их приняли на службу в федеральную армию между 3 августа и 5 ноября 1861 года. В таком виде полк просуществовал до осень 1864 года, когда часть рот была расформирована, а в составе полка остались только роты E, F, G, H, I и K. Полк был сформирован на острове Статен; его первым командиром стал полковник Пауль Франк, подполковником — Филип Лихтенштейн и майором Чарльз Фреденберг.

## Боевой путь

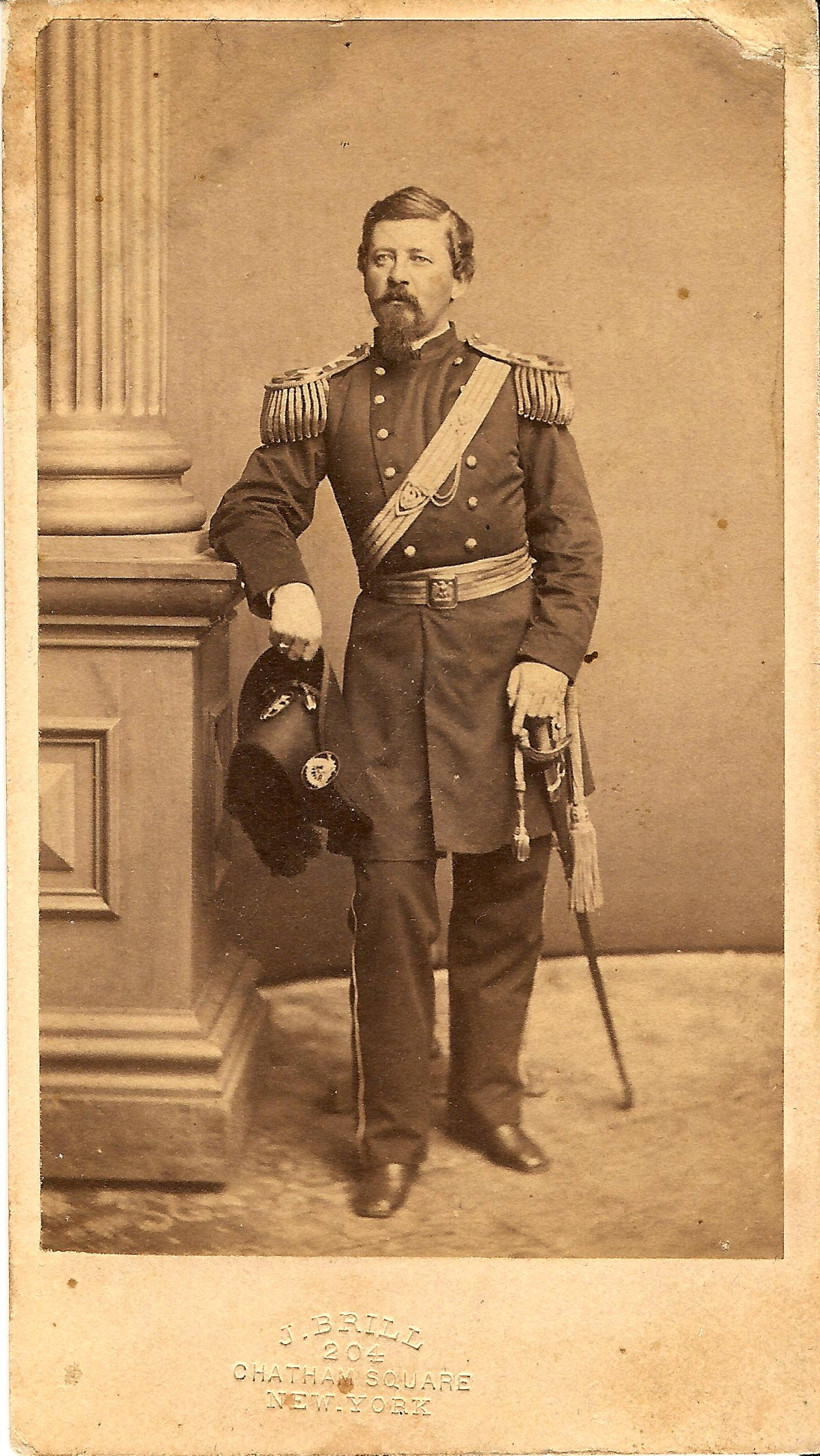
Полковник Пауль Франк

11 ноября полк (950 чел.) покинул штат и прибыл в Вашингтон, где был размещён в лагере Бладенсберг. 28 ноября полк перевели в лагерь Кэмп-Калифорния около Александрии и включили в бригаду Френча в составе дивизии Самнера. В марте 1862 года были сформированы корпуса Потомакской армии и бригада Френча стала 3-й бригадой дивизии Ричардсона в составе II корпуса Потомакской армии. В средине марта полк участвовал в наступлении на Манассас, а 3 апреля был переброшен по морю на Вирджинский полуостров, где держался в резерве во время осады Йорктауна. На полуострове полк понёс большие потери от малярии.
После капитуляции Йорктауна полк участвовал в наступлении на Ричмонд (При Уильямсберге снова держался в резерве) и в конце мая сражался при Севен-Пайнс. Полк вступил в бой, имея 320 человек. В ходе боя он выдержал несколько атак южан, при этом потерял убитыми 29 человек, ранеными 84 человек, и пропавшими без вести 4 человек.
В июне полк прошёл сражения Семидневной битвы, в ходе которых потерял 17 или 34 человека. Когда армия отступила в лагерь в Харрисон-Лендинг, в полку осталось всего 67 человек, ввиду боевых потерь и болезней. 16 августа полк был направлен в форт Монро, оттуда отправлен через Александрию в Сентервилл, где прикрывал отступление Вирджинской армии.
Во время Мерилендской кампании бригадой временно командовал полковник Джон Брук. Под его командованием полк участвовал в сражении у Южной горы и в сражении при Энтитеме. При Энтитеме бригада Брука в составе дивизии Ричардсона штурмовала центр Северовирджинской армии, позиции на Санкен-Роуд. Бригада Брука на первой фазе боя стояла в резерве у фермы Роулетта, но когда позиции южан были прорваны, во фланг наступающим северянам ударила северокаролинская бригада Уильяма Макрея. Тогда полковник Франк развернул в этом направлении 52-й Нью-Йоркский и 2-й Делаверский полки. Полк вёл огонь пока не израсходовал боеприпасы. Его сразу же послали преследовать южан, отступивших за Санкен-Роуд, но это преследование было плохо организовано, и у полка уже не оставалось патронов. В этом бою участвовало 119 человек; из них погибло 5, ранено 11, без вести пропало 2.
После сражения полк некоторое время простоял в Харперс-Ферри (здесь 6 октября командование бригадой принял полковник Самуэль Зук), а в конце октября участвовал в наступлении на Фалмут. 24 ноября подполковник Лихтенштейн покинул полк и звание подполковника получил майор Фройденберг. 12 декабря полк, который насчитывал в тот момент 160 человек, участвовал в сражении при Фредериксберге, где бригада Зука вместе со всей дивизией Хэнкока штурмовала высоты Мари. Полк потерял 10 человек убитыми и 33 человека ранеными.
В январе 1863 года полк участвовал в «Грязевом марше».
Весной полк стоял в Фалмуте. В это время 7-й Нью-Йоркский пехотный полк, так же немецкий, был расформирован из-за истечения срока службы, а 60 рядовых этого полка, которые были записаны на 3-летний срок, были переведены в 52-й и влиты в роту В. 9 февраля в полк вступил в звании майора Эдвард Венути.
В конце апреля началась Чанселорсвиллская кампания и 3 мая полк участвовал в сражении при Чанселорсвилле, где вёл оборонительный бой у дома Чанселлора. В этом сражении было убито 3 человека, ранено 31 и без вести пропало 9. Среди раненых был и полковник Франк. Место командира занял подполковник Фройденберг.

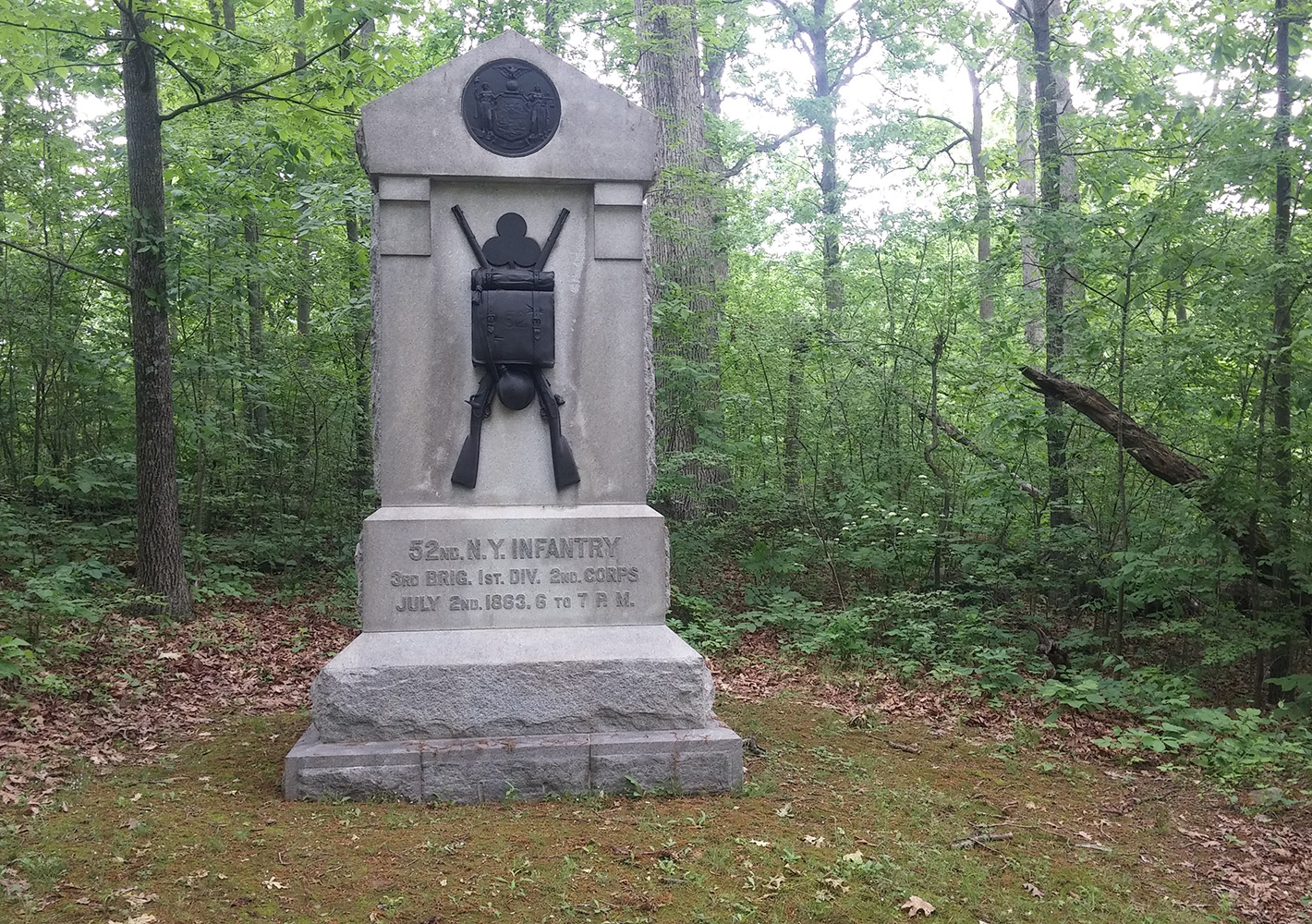
Монумент 52-му полку на Каменистом Холме под Геттисбергом.

К началу Геттисбергской кампании полк насчитывал 134 человека. Полк прибыл к Геттисбергу вместе со всем II корпусом (в составе дивизии Колдуэлла) и был размещён на Кладбищенском хребте. Днём 2 июля, когда началась атака корпуса Лонгстрита на левый фланг Потомакской армии, дивизию Колдуэлла перебросили на левый фланг и Колдуэлл послал её в контратаку через поле Уитфилд. Бригада Зука наступала на правом фланге дивизии? 52-й находился в центре бригады. Генерал Зук был убит в самом начале атаки. Командование бригадой перешло к подполковнику Фройденбергу (предположительно), но почти сразу и он был ранен тремя пулями. Майор Эдвард Венути также погиб. Полк атаковал Каменистый Хребет, который удерживала южнокаролинская бригада Джозефа Кершоу, но безуспешно. Когда бригада Уоффорда атаковала бригаду Зука с правого фланга, та начала отступать в полном беспорядке. Полк потерял 4 человек убитыми, 25 ранеными и 10 пропавшими без вести. Командование в конце боя принял капитан Уильям Шеррер.

### Второй набор
К концу лета 1863 года в полку осталось всего 85 человек. Поэтому в сентябре в полк добавили 600 новобранцев. Они были уже не немецкого происхождения, поэтому с этого момента немцы стали меньшинством в его составе. В таком новом составе полк участвовал в кампании Бристоу. Полковник Франк возглавил бригаду, а полк принял подполковник Фройденберг, который уже выздоровел от геттисбергских ранений. Когда Колдуэлл временно принимал командование корпусом, он передавал Франку командование своей дивизией. 14 октября полк участвовал в сражении при Оберне и при Бристо-Стейшен. Полк потерял 60 человек — в основном пленными при Оберне.

## Общие потери
За время службы в полку погибло 153 человека от ранений, 94 человека от несчастных случаев и болезней, 103 человека умерли в лагерях военнопленных. В ходе сражений погибло 752 человека.